# Ionuț Ciobanu
Ionuț Ciobanu (n. 23 septembrie 1984, București) este un handbalist din România.
Portarul de 200 cm, și 92 de kg a început handbalul la CSS 1 Pajura, apoi s-a transferat la CSS 3 Steaua București, unde la terminarea junioratului a făcut pasul spre echipa mare. Ionuț a bifat aproape un sezon la Energia Târgu Jiu, sub comanda actualului selecționer. Performanțele interne și internaționale le-a obținut la Steaua, unde a câștigat titlul în 2008, 3 cupe ale României (2007, 2008, 2009), câștigător al Cupei Challenge (2006) alături de roș-albaștri, 3 participări în Cupa Cupelor EHF, una în Liga Campionilor EHF și două în Cupa EHF.
A jucat și la CSM București și la BM Toledo (Spania), a fost prezent la Campionatul Mondial din Suedia 2011. În prezent (2012) joacă la CSA Steaua București.